# Cabak (Tlogowungu)
Cabak is een bestuurslaag in het regentschap Pati van de provincie Midden-Java, Indonesië. Cabak telt 5192 inwoners (volkstelling 2010).